# Casa del Gat (Riga)
La casa del Gat (Kaķu nams en letó) és un edifici situat al núm. 10 del carrer Meistaru a la ciutat vella de Riga, la capital de Letònia. Va ser construït el 1909 basat en els blueprint de l'arquitecte Friedrich Scheffel. Combina un estil medieval amb elements d'art nouveau. És coneguda per les dues estàtues de gats amb les esquenes arquejades i la cua aixecada, situades a la teulada.
Es diu que els gats, dues figures de coure amb aspecte enfadat, van ser dissenyats de manera que donessin l'esquena a l'edifici del Gremi de Comerciants, en actitud de menyspreu, ja que li n'havien negat l'admissió a l'amo de l'edifici. Una altra versió diu que els gats donaven l'esquena a l'Ajuntament a causa d'un disputa per la construcció de l'edifici. En qualsevol cas, l'edifici va ser objecte d'una demanda i els gats van ser reorientats.